# Камень-Рыболовское сельское поселение
Камень-Рыболовское се́льское поселе́ние — сельское поселение в Ханкайском районе Приморского края.
Административный центр — село Камень-Рыболов.

## История
Статус и границы сельского поселения установлены Законом Приморского края от 6 декабря 2004 года № 186-КЗ «О Ханкайском муниципальном районе».
Законом Приморского края от 27 апреля 2015 года № 595-КЗ, Новоселищенское и Камень-Рыболовское сельские поселения преобразованы, путём объединения, в Камень-Рыболовское сельское поселение с административным центром в селе Камень-Рыболов.

## Население
| 2006    | 2010    | 2011    | 2012    | 2013    | 2014    | 2015    |
| ------- | ------- | ------- | ------- | ------- | ------- | ------- |
| 16 500  | ↘15 471 | ↘15 420 | ↘15 119 | ↘15 038 | ↘14 838 | ↘14 704 |
| 2016    | 2017    | 2018    | 2019    | 2020    |         |         |
| ↗16 076 | ↘15 891 | ↘15 778 | ↘15 572 | ↘15 392 |         |         |

## Состав сельского поселения
| №  | Населённый пункт   | Тип населённого пункта       | Население |
| -- | ------------------ | ---------------------------- | --------- |
| 1  | Алексеевка         | село                         | ↘213      |
| 2  | Астраханка         | село                         | ↘1980     |
| 3  | Владимиро-Петровка | село                         | ↘1179     |
| 4  | Камень-Рыболов     | село, административный центр | ↘8723     |
| 5  | Камень-Рыболов     | железнодорожная станция      | ↘666      |
| 6  | Мельгуновка        | село                         | ↘790      |
| 7  | Морозовка          | железнодорожный разъезд      | ↘6        |
| 8  | Новоселище         | село                         | ↘792      |
| 9  | Пархоменко         | село                         | ↘187      |
| 10 | Удобное            | село                         | ↘23       |

## Местное самоуправление
Администрация
Адрес: 692684, с. Камень-Рыболов, ул. Пионерская, 8. Телефон: 8 (42349) 97-6-06, 8 (42349) 97-8-29
Глава администрации
- Петров Дмитрий Михайлович